# Neplachovice
Neplachovice (niem. Neplachowitz) – gmina w Czechach, w powiecie Opawa, w kraju morawsko-śląskim. Według danych z dnia 1 stycznia 2012 liczyła 938 mieszkańców.
Części gminy
- Neplachovice (niem. Neplachowitz)
- Zadky (niem. Johannisfeld)

Gminy katastralne
- Neplachovice

## Osoby urodzone w Neplachowicach
- Vítězslav Bičík (* 1937), czeski biolog i zoofizjolog